# Pedro Lantero Pérez
Pedro Lantero Pérez (1925 - 2006, Gijón, Asturias, España) fue el último alcalde de la FET de las JONS en su ciudad natal entre los años 1978 y 1979. Reemplazó en su cargo a Luis Cueto-Felgueroso en el 1978 y fue sucedido en este por José Manuel Palacio en las elecciones municipales de 1979 tras menos de un año al mando del ayuntamiento gijonés. Se casó con Concepción Mendoza y tuvieron dos hijos.
Durante su breve mandato se fundó EMULSA, empresa municipal de limpieza.